# 山口綾子 (1992年生)
山口 綾子（やまぐち あやこ、1992年9月22日 - ）は、日本の元タレント。大阪府出身。よしもとクリエイティブ・エージェンシー大阪に所属していた。

## 人物
- 大阪NSC女性タレントコース4期生、同期にうをとも、松本美穂（元YGA）、服部ひで子（吉本新喜劇）らがいる。
- 吉本発ガールズユニット（当時）つぼみの元メンバー。ユニット内の旧チーム体制ではチームcuteに所属していた。
- 当時のキャッチフレーズは「つぼみのミニマムドラマー」、音人というイベントでドラムを披露していた事があった。
- 同じく女性タレントコースの後輩で、元つぼみメンバーの小寺真理（現・吉本新喜劇座員、吉本坂46メンバー）と「りんごあめ」というコンビを組んでいた[1]。
- 当時の愛称はぐっさん、まめぐぅ、ぐち等。
- 趣味はドラム、ボクシング、かつら集め。
- BSブランチガール9期生であった。
- 2014年3月10日更新分の「桜稲垣早希とつぼみの毎日開花宣言ブログ」及び自身のブログにて、同年3月30日に5upよしもと（現・よしもと漫才劇場）で行われた「つぼみ公演～めざす夢～」の出演を最後につぼみからの卒業と小寺真理との漫才コンビりんごあめの解散を発表、同公演終了をもって卒業し、コンビを正式に解散した。（相方の小寺は吉本新喜劇に入団）
- 今後は就職する道を選んだ為、同年3月31日付けでよしもとを退社し芸能界引退。解散については自身から小寺に話を持ちかけた上で「お互いに今後の事を話し合って決めた事」とコメントしている。この事を受け当初予定されていた自身のブログのラフブロからYahoo!ブログへの移行が急遽取り止めとなりそのまま閉鎖された。
- 卒業した現在でもつぼみ現メンバー及びOGと交流が見られる事がメンバーのSNSやブログの写真で取り上げられている。

## 過去の出演

### テレビ
- お笑いワイドショー マルコポロリ!（関西テレビ、2009年6月28日、再現VTR）
- 笑い飯・千鳥の舌舌舌舌（サンテレビ、2010年3月23日）
- アニメ&特撮大好き! O・BA・MA（Music Japan TV） - 特捜指令!O・BA・MAコーナー
- ぽじポジたまご内のコーナー｢めざせ! 爆笑王?!｣（2010年9月2日）
- BSブランチ（BS-TBS、2010年10月30日 - 2011年10月29日） - 9期生
- 見知らぬ関西新発見!みしらん（朝日放送、2012年4月7日 -2012年8月4日）
- ツキギメ! 奇跡のムチャぶり大作戦 ムチャレンジ!! （2013年5月8日 関西テレビ）

### CM
- 小林製薬「ビスラットゴールドa」

### ラジオ
- 桜のお話（ラジオ大阪）2009年3月7･14･21･28日
- むっちゃ元気スーパー （ラジオ大阪）
- とびだしNSC(YES-fm）アシスタント(不定期)

### インターネット動画
- つぼみのニコニコ開花宣言(ニコニコ動画）
- つぼみのニコニコランド（ニコニコ動画）：金曜MC
- もっと！桜 稲垣早希(ニコニコ動画）　不定期出演

### DVD
- ようこそ桜の季節へ (2009年12月23日 発売)
- つぼみの開花宣言!! ～はじめてのDVDガンバリました!～ (2011年2月9日 発売)

### イベント
- 極悪連合ソロライブ！『あー悪休み』(2009年7月26日、baseよしもと)VTR出演
- 「THE アイスビールショー」(2012年1月15日、5upよしもと) - つぼみダンス選抜ユニットmixの一員として出演